# История почты и почтовых марок Сент-Люсии
История почты и почтовых марок Сент-Люсии описывает развитие почтовой связи в Сент-Люсии, островном государстве в группе Наветренных островов с административным центром в Кастри. В колониальный период здесь был налажен выпуск собственных почтовых марок (с 1860) и состоялось присоединение Сент-Люсии к Всемирному почтовому союзу (ВПС; в 1881). Как независимое государство Сент-Люсия участвует в ВПС с 1980 года, и её национальным почтовым оператором является предприятие англ. Saint Lucia Postal Service.

## Развитие почты
История почты Сент-Люсии неразрывно связана с британским господством на этом острове, который был захвачен англичанами в 1803 году. Окончательно остров перешёл под контроль Великобритании в 1814 году, получив вначале статус отдельной колонии (1814—1838) и став затем частью колонии Наветренные острова.
В 1844 году в Кастри было открыто почтовое отделение как филиал Главного почтового управления Великобритании, где стали использоваться ручные штемпели.
К ранним почтовым штемпелям относятся применявшиеся в Кастри штемпели с обозначением «A11»[≡], которые были присланы на остров из Великобритании одновременно с доставкой в эту колонию почтовых марок Великобритании (см. ниже). Первый такой штемпель был направлен из метрополии 16 апреля 1858 года, а первое известное его использование приходится на 28 августа того же года. При этом в период с 1858 года по 1860 год в обращении на территории Сент-Люсии находились почтовые марки Великобритании. Письма, отправляемые в Великобританию из Сент-Люсии, пришлось предоплачивать с 1 апреля 1858 года. Британские марки были разрешены для использования на территории Сент-Люсии, и эта информация была доведена до сведения почтмейстера колонии министром почт Великобритании Роулендом Хиллом. Запасы марок, рассчитанные на два месяца (на сумму 50 фунтов стерлингов), были посланы примерно 16 апреля 1858 года, и состояли из марок номиналом в 1 пенни, 4 пенса и 6 пенсов[≡] вместе со штемпелем гашения «A11»[≡].
Возможно, позднее были отправлены дополнительные запасы почтовых марок, но документы об их количестве отсутствуют, предположительно, это были номиналы в 2 пенса и 1 шиллинг. Их количество, скорее всего, было небольшим, так как в то время, вероятно, только около 200 человек на острове могли читать и писать.
Из-за традиционных связей с Францией суда французской линии «C» (фр. «Ligne C») заходили за почтой в период с 1865 года по 1887 год.
В 1881 году Сент-Люсия вступила в ВПС.
Начиная с 1880-х годов на острове работала внутренняя почтовая служба, которая обеспечивала доставку корреспонденции в отдельные деревни, обозначавшиеся буквенными кодами на почтовых штемпелях. Некоторые из них использовались вплоть до правления короля Георга V.
Колониальная администрация Сент-Люсии, включая почтовую службу, просуществовала до 1958 года, после чего остров стал провинцией Федерации Вест-Индии (1958—1962), затем снова британской колонией (1962—1967), а в дальнейшем ассоциированным государством (1967—1979)[≡] и независимым государством в составе Британского содружества (с 1979)[≡].
- Примеры франкотипов Сент-Люсии
- 1968: в период ассоциированного государства[^]
- 1989: в статусе независимого государства в составе Содружества наций[^]

Почтовое ведомство независимой Сент-Люсии было принято в члены ВПС 10 июля 1980 года. За почтовые услуги на острове в настоящее время отвечает предприятие Saint Lucia Postal Service (Почтовая служба Сент-Люсии).

## Выпуски почтовых марок

### Первые марки
Первые собственные марки, выпущенные на Сент-Люсии, поступили в обращение 18 декабря 1860 года и состояли из трёх номиналов: 1 пенни, 4 пенса и 6 пенсов[≡]. Марки были напечатаны типографией «Перкинс Бэкон Лтд.» способом глубокой печати. С целью экономии денежных средств колонии выгравирована была только одна печатная форма, при этом почтовый сбор определялся по цвету марок: красный цвет обозначал номинал в 1 пенни, синий — 4 пенса, а зелёный — 6 пенсов[≡].
Штамп для первых марок был закончен 16 октября 1860 года. В нём была использована гравюра с изображением профиля королевы Виктории, которая была выполнена в мае Ч. Джинсом для 9-пенсовой марки Южной Австралии. Джинсу было уплачено 2 фунта 12 шиллингов и 6 пенсов за рисунок и 9 фунтов 9 шиллингов за гравюру. Вертикальный овал, достаточно большой для портрета был оставлен на гравированном фоне. Его окружала простая лента с надписями «St. Lucia» («Сент-Люсия») и «Postage» («Почтовый сбор»). Этот дизайн считается одним из самых элегантных рисунков типографии «Перкинс Бэкон».
Тридцать шесть листов были напечатаны в красном цвете (8640 марок), 13 листов — в синем (3120 марок) и 17 листов — в зелёном (4080 марок). 17 ноября 1860 года эти марочные листы были отправлены на остров пакетботом. Марки были напечатаны на бумаге, изготовленной фабрикой Rush Mills в Нортгемптоне под контролем Стейси Вайз (Stacey Wise). Бумага была с водяными знаками в виде небольшой шестиконечной звезды, а также надписью «Postage» вокруг полей дважды по бокам и по одному разу сверху и снизу, а пространство между ними было заполнено пятью параллельными линиями.
Марки были напечатаны неким Диксом (Dix) 10 ноября и перфорированы некой мисс Стюарт (Stewart) 14 ноября. Перфорирующие иглы были установлены с размером от 14 до 16 и часто забивались, давая грубую зубцовку.
Сведения о первом выпуске были опубликованы в местной «Айленд Газетт» (Island Gazette) на следующий день, 19 декабря 1860 года. Марки красного цвета продавались по 1 пенни, синего — по 4 пенса, а зелёного — по 6 пенсов[≡].

### Последующие эмиссии
Подобно первому выпуску, последующие эмиссии марок для острова вплоть до 1883 года имели характерный только для Сент-Люсии дизайн с изображением портрета королевы Виктории. На этих ранних марках также не был указан номинал: он определялся по цвету почтовой миниатюры. С 1883 года на почтовых марках Сент-Люсии использовались рисунки, которые были общими для всех британских колоний.
Первые памятные марки Сент-Люсии появились в 1902 году, впрочем их начали регулярно издавать только с 1960 года.
У подготовленных в 1936 и 1938 годах серий рисунки снова были особенными, присущими только маркам Сент-Люсии, хотя они и были выполнены в стиле, характерном для британских колоний. Сент-Люсия также участвовала в ряде омнибусных выпусков для британских колоний:
- Марки Сент-Люсии из омнибусных выпусков
- 1949: 75-летие ВПС. Многие британские колонии участвовали в этом выпуске
- 1953: коронационный выпуск[англ.] по случаю восхождения на престол королевы Елизаветы II

Всего примерно за сто лет, с 1860 по 1963 год были эмитированы 179 почтовых марок Сент-Люсии, на которых можно встретить надписи: «St Lucia» («Сент-Люсия»); «Postage & Revenue» («Почтовый и гербовый сбор»); «The West Indies Federation» («Вест-Индская федерация»).
В 1967 году Сент-Люсия издала первый почтовый блок.
В честь провозглашения независимости, которое состоялось 22 февраля 1979 года, вышла серия из четырёх марок и почтового блока.
В современный период Сент-Люсия выпускает почтовые марки как национальной тематики, так и с сюжетами, ориентированными на рынок тематических коллекционеров. Примером почтовых марок одновременной тематической направленности может послужить серия «Птицы Сент-Люсии», появившаяся в 1969 году.

## Другие виды почтовых марок

### Доплатные
В 1931—1967 годах на Сент-Люсии эмитировали доплатные марки. Надпись на них гласила: «Postage due» («Почтовая доплата»). Всего было издано 10 доплатных марок.
Интересны первые, временные, доплатные марки, поступившие в обращение в 1931 году. Они представляли собой довольно примитивный выпуск с контрольными номерами, нанесёнными резиновым штампом.

### Почтово-гербовые
В 1881—1884 годах на Сент-Люсии фискальные марки применялись в качестве почтовых марок, то есть по статусу являлись почтово-гербовыми марками. Всего было эмитировано 16 таких марок.

## Выпуски пароходной компании
Во второй половине XIX века пароходная компания St. Lucia Steam Conveyance Company Limited доставляла почту морем из Кастри в прибрежные деревни Сент-Люсии. Для почтовой оплаты были изготовлены специальные марки, которые выходили примерно с 1871 года по 1872 год, когда компания прекратила свою деятельность.
По другим сведениям, представленным в каталоге «Михель», издание этих марок состоялось в 1873 году. Сама же компания курсировала между различными портами и оказывала почтовые услуги с 1872 по 1890 год.
Рисунок возможно первой, временной, марки, выпущенной для этой цели, показан в книге Хёрта и братьев Уильямсов (1950); за ней вскоре последовал выпуск марок нескольких номиналов с изображением парохода в овальной рамке:
- Примеры марок компании St. Lucia Steam Conveyance Co. Ltd (около 1872)
- Марка номиналом в 1 пенни, вторая допечатка[^]
- Квартблок марок номиналом в 6 пенсов

Известен ряд различных тиражей (допечаток) марок[≡], которые можно различить между собой по бумаге и разновидностям клея.
Данные марки являются редкостью и ныне продаются по высоким ценам. В 1972 году Сент-Люсия отметила столетие этой пароходной почтовой компании выпуском коммеморативной серии с изображением издававшихся марок.

## Каталогизация
В английских каталогах «Стэнли Гиббонс» почтовые выпуски Сент-Люсии приписаны к «красным» томам для марок Великобритании и Содружества наций:
- Примеры «красных» каталогов «Стэнли Гиббонс»
- 2001: издание для Великобритании и Содружества. На обложке в правом верхнем углу можно увидеть марку Сент-Люсии 1996 года с государственным флагом и изображением круизного судна «Королевская принцесса[англ.]» (Sc #1141; SG #1155)
- 2007: издание для Британской империи и Содружества (1840—1952). В правом нижнем углу  — марка Сент-Люсии 1951 года, номиналом в 12 центов, посвящённую восстановлению Кастри после пожара (Mi #140)